# الجيش الليبي
الجيش الليبي هو فرعٌ من فروعِ القوات المسلحة الليبية ويختصّ بالحروب البريّة وما والاها. يخضعُ هذا الجيش منذ كانون الأوّل/ديسمبر 2015 لحكومة الوفاق الوطني المُعترف بها دوليا والتي تتخذُ من العاصِمة طرابلس مقرًا لها. بسببِ عدم الاستقرار في البلاد في عام 2011 عقب الإطاحةِ بنظام القذافي ومن ثمّ اندلاع حرب أهليّة جديدة في عام 2014؛ لا يزالُ الجيش الليبي منقسمًا للغاية. يُقاتل الجيش الليبي مختلف الفصائل الأخرى باستثناء تلكَ التابعة له كما قاتلَ الجماعات الإرهابية مثل تنظيم الدولة الإسلامية (داعش). بُذلت بعض الجهود لإنشاء «جيش وطني حقيقيّ» غير منقسم لكنّ معظمها فشل لعدّة أسباب من بينها أنّ معظم القوات الخاضعة لقيادة حكومة طرابلس تتكوّن من «مجموعات ميليشيات مختلفة»؛ مثلَ قوة حماية طرابلس والفصائل المحلية من مدن مثل مصراتة والزنتان.

## التنظيم
اعتبارًا من عام 2019؛ لا يوجد جيش أو سلاح جو موحّد حقًا تحت قيادة المجلس الرئاسي باستثناء البحرية الليبية التي تقبعُ بشكلٍ كاملٍ تحت سيطرة الجيش الليبي. في حقيقةِ الأمر؛ تعتمدُ حكومة طرابلس على العديد من «الميليشيات المختلفة» كجزءٍ من قواتها النظامية، بالإضافة إلى الحرس الرئاسي المُنشأ حديثًا ويُعتبر رئيس الوزراء فايز السراج القائد الأعلى للجيش، فيما تتولى وزارة الدفاع الوطنيّة قيادته والتي كانت تخضعُ منذ عام 2016 لأوامر العقيد المهدي البرغثي حتى إقالتهِ في تمّوز/يوليو 2018، حينَ تولى فايز السراج مهمّة دور وزير الدفاع. على مستوى رئاسة الأركان العامة للجيش ؛ فقد شغلَ اللواء عبد الرحمن الطويل المنصب من أيلول/سبتمبر 2017 حتى إقالته في شباط/فبراير 2019 ليحلّ محلّهُ الجنرال محمد الشريف.
في 6 نيسان/أبريل 2019؛ تم تشكيل غرفة عمليات مشتركة ردًا على هجوم قوات خليفة حفتر على طرابلس من أجلِ السيطرة عليها. يرأسُ غرفة العمليّات المُشتركة قائد المنطقة العسكرية الغربية أسامة الجويلي كما تضمّ رؤساء المناطق العسكرية في طرابلس والمنطقة الوسطى بالإضافةِ إلى رئيس قوة مكافحة الإرهاب وممثلين عن الحرس الرئاسي والمخابرات العسكرية.
وفي 14 أبريل 2019 تم تكليف فتحي باشاغا كوزير مفوض للدفاع بالإضافة لمهامه كوزير للداخلية.
وفي 29 أغسطس 2020 عين العقيد صلاح الدين النمروش كوزير مفوض للدفاع 
وفي 29 أغسطس رُشِّح الفريق أول محمد الحداد لرئاسة الأركان العامة للجيش الليبي 

### المناطق العسكرية
في الأول من حزيران/يونيو 2017؛ أعلن الجيش الليبي عن تأسيسِ سبع مناطق عسكرية في جميع أنحاء ليبيا وبالتحديد في: طرابلس، بنغازي، طبرق، سبها، الكفرة، المنطقة الوسطى (من مصراتة إلى الزويتينة) والمنطقة الغربية (من غرب طرابلس إلى الجبل الغربي). حينها كُلّف كل قائد منطقة مُعيّنة بتدريب وإعداد القوات في منطقتهِ وذلك بطلبٍ من رئيس أركان الجيش الليبي وبالرغمِ من ذلك فلم تكن جميع المناطق التي نُشرت فيها القواعد تحتَ سيطرة حكومة الوفاق الوطني في ذلك الوقت.
قادة المناطق العسكرية هم على النحو التالي.
- الرائد الجنرال عبد الباسط مروان (من 14 مارس 2018): آمر المنطقة العسكريّة في طرابلس.[9][19][20]
- الجنرال أسامة الجويلي (من 4 يونيو 2017): آمر المنطقة الغربيّة وقائد مجلس الزنتان العسكري.[17][20]
- الجنرال محمد الحداد (من 4 حزيران/يونيو 2017): آمر المنطقة الوسطى وقائد لواء الحلبوص من مصراتة.[17]

وفي 29 أغسطس رُشِّح لرئاسة الأركان العامة للجيش الليبي 
- اللواء علي سليمان كنّا (من 6 شباط/فبراير 2019): آمر المنطقة العسكريّة في سبها.[20][21]
- العميد بلقاسم الأبعج: زعيم قبلي من الكفرة وآمر المنطقة العسكريّة هناك.[22]

### الوحدات المعروفة
- قوة حماية طرابلس
- قوة درع ليبيا
- حُرّاس المنشآت البترولية
- لواء الزنتان
- كتائب الطوارق في فزان[23][24]
- لواء ثوار طرابلس[25]
- قوة الأمن المركزي في أبو سليم[26]

## العلاقات مع الفصائل الأخرى
منذ تأسيس حكومة الوفاق الوطني عام 2016؛ استمرت الاشتباكات بين الفصائل المختلفة في طرابلس الموالية «اسميًا» لحكومة الوفاق التي تدعمها الأمم المتحدة مما أسفر عن مقتل المئات. في السياق ذاته؛ أعلنَ خليفة الغويل عن تشكيل حكومة جديدة تتألّفُ من المؤتمر الوطني العام السابق، لكنّ عناصر من الحرس الرئاسي انشقوا وعملوا على الاستيلاء على المباني الرئيسية في العاصمة. في نهاية المطاف؛ تمكّنت القوات الموالية للجيش الليبي من هزيمة المنشقّين والانقلابيين على المؤتمر الوطني العام كما نجحت في حفظ الأمن وبسطِ السيطرة. في منتصف عام 2017؛ أمّنت الميليشيات المتحالفة مع حكومة الوفاق الوطني العاصمة بالكامل لكن وبحلول آب/أغسطس 2018؛ اندلعَ قتالٌ بين مجموعات مختلفة في طرابلس كانت جميعها تابعة اسميًا لوزارة الدفاع في الجيش الليبي مما أجبر رئيس الوزراء السراج على استدعاء «ميليشيات أخرى» من مدن مختلفة خارج العاصمة.
على المستوى العسكري أيضًا؛ فإنّ القوة العسكرية الوازنة الأخرى التي تُحاول فرض نفسها على حسابِ الجيش الليبي هي ما يُعرف بالجيش الوطني الليبي والذي أُنشئ في عام 2011 بعد سقوط نظام معمر القذافي قبل أن تتمّ هيكلتهُ من جديد وتغيير عقيدته بالكامل في عام 2014 وذلك بعدما أصبحَ تحت سيطرة المشير خليفة حفتر ومجلس النواب الذي يتخذ من مدينة طبرق في شرق ليبيا مقرًا له. في نيسان/أبريل 2019 وَبعد أشهر من المفاوضات التي فشلت في تحقيق المصالحة بين الحكومتين المتنافستين؛ حاولَ ما يُعرف بالجيش الوطني الليبي اقتحام مدينة طرابلس والسيطرة عليها من يدِ «الحكومة الشرعيّة» لكنّه فشلَ بعد مرور أزيد من ثلاث أشهر على بدايةِ تلكَ العمليّة.